# ألفرد جي. إليوت
ألفرد جي. إليوت هو سياسي أمريكي، ولد في 1 يونيو 1895 في مقاطعة يولو في الولايات المتحدة، وتوفي في 17 يناير 1973 في تولاري في الولايات المتحدة. نشط حزبياً في الحزب الديمقراطي. وقد انتخب رئيس مجلس الإدارة وانتخب عضو مجلس النواب الأمريكي ‏.